# Kostel svatého Jakuba (Jindřichův Hradec)
Kostel svatého Jakuba v Jindřichově Hradci je novogotický kostel z let 1859–1860 na mírném návrší nad Mertovými sady západně od města. V jeho kryptě se nachází prázdná hrobka šlechtického rodu hrabat Czerninů z Chudenic. Kostel je památkově chráněn, je v majetku České republiky a spravuje ho Národní památkový ústav. Jinak nepřístupný objekt lze navštívit například v rámci festivalu Noc kostelů.

## Historie

### Starší historie
Původně v tomto místě stávala strážní tvrz, později kostelík s věžičkou, který se připomíná k roku 1518, kdy u něho byla zřízena křížová cesta o jedenácti zastaveních. Později byla rozšířena na 14 zastavení. Kostel byl přestavěn v roce 1605 na přání Marie Maxmiliány z Hohenzollern-Sigmaringenu (1583–1649), vdovy po Jáchymu Oldřichovi z Hradce (1579–1604), posledním mužském členu rodu pánů z Hradce. V roce 1783, tedy v období reforem císaře Josefa II., byl zrušen. Ve čtyřicátých letech 19. století byl využíván jindřichohradeckou vojenskou posádkou jako sklad střelného prachu. Nakonec byl kvůli špatnému stavu v roce 1856 stržen.

### Současný kostel
Jednolodní novogotický orientovaný kostel s polygonálním kněžištěm a věží na západní straně nechal postavit majitel panství Evžen Karel Czernin (1796–1868) v letech 1859–1860. Podle plánů architekta Bedřicha Augusta von Stache (1814–1895) ho postavil jindřichohradecký stavitel Jan Kocáb. Kostel vysvětil českobudějovický biskup Jan Valerián Jirsík 10. června 1860.
Okolní park byl upraven lesmistrem Wachtlem v letech 1854–1856. Z města vede ke kostelu křížová cesta.
Od druhé poloviny 20. století nebyl kostel udržován. V roce 2020 město Jindřichův Hradec oznámilo záměr postupně kostel revitalizovat. V souvislosti s tímto zájmem o obnovu památky byla v létě 2020 v kostele uspořádána výstava Černínové a kostel sv. Jakuba.

## Architektura
Novogotický styl charakterizují pětiboký presbytář, který uzavírá paprsčitá klenba s kruhovým svorníkem, lomená okna s kružbami a tesané kamenné rozety na věži. Jednolodí je kryté sedlovou střechou. Vchod do kostela se nachází na západní straně pod věží. Sedlový portál je opatřen tympanonem s reliéfem Ukřižovaného Krista s Pannou Marií a sv. Janem Evangelistou od Františka Malinovského. Charakteru kostela odpovídal i dřevěný mobiliář zdobený gotizujícími prvky, jehož většina však byla ukradena v roce 1968.

## Černínská hrobka
Na severní straně kostela se pod schodištěm nachází vchod do podzemní černínské hrobky, která byla vylámána ve skále pod kostelem. Stavebník kostela Evžen Karel Czernin nechal z Vídně převézt těla svých rodičů a dvou malých sester, sám zde byl pochován a po něm jeho nástupci. Poslední pohřeb se zde konal v roce 1932, kdy zde byla uložena rakev s ostatky JUDr. Františka Jaromíra Czernina. Neutěšený stav celého areálu kostela a vlámání se do krypty v roce 1990 vedlo k tomu, že ostatky Czerninů byly v roce 1997 vyjmuty z rodinné hrobky a pochovány u jižní stěny kostela. Pohřbené připomíná novodobá pamětní deska na jižní straně presbytáře.

### Seznam pochovaných chronologicky podle data úmrtí
Celkem zde bylo pochováno 16 osob ze čtyř generací jindřichohradecké větve Czerninů. V tabulce jsou uvedeny základní informace o pohřbených. Fialově jsou vyznačeni příslušníci rodu Czerninů, žlutě jsou vyznačeny manželky přivdané do rodiny, pokud zde byly pohřbeny. Zeleně jsou vyznačeny osoby, které byly původně pohřbeny někde jinde. Červeně jsou zvýrazněni vladaři. Přestože jsou předkové Czerninů připomínáni už ve 12. století, zde jsou generace počítány až od Humprechta Czernina (1447 – po 1499). U manželek je generace v závorce a týká se generace manžela.
| Po-řadí | Gene-race | Jméno pohřbeného                        | Datum a místo narození       | Otec                                                                                   | Datum a místo sňatku, choť                                             | Pohřeb a uložení do hrobky | Poznámky |
| Po-řadí | Gene-race | Jméno pohřbeného                        | Datum a místo úmrtí          | Matka                                                                                  | Datum a místo sňatku, choť                                             | Pohřeb a uložení do hrobky | Poznámky |
| ------- | --------- | --------------------------------------- | ---------------------------- | -------------------------------------------------------------------------------------- | ---------------------------------------------------------------------- | --- | --- |
| 1.      | 11.       | Marie Gabriela Czerninová               | 15. 12. 1782 Vídeň           | Jan Rudolf Czernin (č. 4)                                                              |                                                                        | Původně pohřbena 13. 11. 1787 na Währingském hřbitově ve Vídni. | Zemřela ve věku čtyř let na pravé neštovice. Ostatky byly převezeny z Vídně. |
| 1.      | 11.       | Marie Gabriela Czerninová               | 12. 11. 1787 Vídeň           | Marie Terezie Schönbornová (č. 3)                                                      |                                                                        | Původně pohřbena 13. 11. 1787 na Währingském hřbitově ve Vídni. | Zemřela ve věku čtyř let na pravé neštovice. Ostatky byly převezeny z Vídně. |
| 2.      | 11.       | Marie Terezie Czerninová                | 3. 2. 1784 Vídeň             | Jan Rudolf Czernin (č. 4)                                                              |                                                                        | Původně pohřbena 24. 11. 1787 na Währingském hřbitově ve Vídni. | Zemřela ve věku tří let na pravé neštovice. Ostatky převezeny z Vídně. |
| 2.      | 11.       | Marie Terezie Czerninová                | 23. 11. 1787 Vídeň           | Marie Terezie Schönbornová (č. 3)                                                      |                                                                        | Původně pohřbena 24. 11. 1787 na Währingském hřbitově ve Vídni. | Zemřela ve věku tří let na pravé neštovice. Ostatky převezeny z Vídně. |
| 3.      | (10.)     | Marie Terezie z Schönborn-Heussenstammu | 7. 6. 1758 Vídeň             | Evžen Ervín z Schönborn-Buchheim a Heussenstammu 17. 1. 1727 Mohuč – 25. 7. 1801 Vídeň | 22. 10. 1781 Vídeň: Jan Rudolf Czernin (č. 4)                          | Původně pohřbena 26. 2. 1838 na Schmelzském hřbitově ve Vídni. | Dáma Řádu hvězdového kříže a palácová dáma. Zemřela ve věku 79 let na ochrnutí plic. Ostatky převezeny z Vídně. Narodily se jí následující děti: - 1. Marie Gabriela (1782–1787; č. 1) - 2. Marie Josefa Františka (1784?–1784) - 3. Marie Terezie (1784–1787; č. 2) - 4. Kristýna Alžběta (1786–1786) - 5. Evžen I. Karel (1796–1868; č. 7) |
| 3.      | (10.)     | Marie Terezie z Schönborn-Heussenstammu | 23. 2. 1838 Vídeň            | Marie Alžběta ze Salm-Salmu 4. 4. 1729 Hoogstraten – 4. 3. 1775 zámek Schönborn        | 22. 10. 1781 Vídeň: Jan Rudolf Czernin (č. 4)                          | Původně pohřbena 26. 2. 1838 na Schmelzském hřbitově ve Vídni. | Dáma Řádu hvězdového kříže a palácová dáma. Zemřela ve věku 79 let na ochrnutí plic. Ostatky převezeny z Vídně. Narodily se jí následující děti: - 1. Marie Gabriela (1782–1787; č. 1) - 2. Marie Josefa Františka (1784?–1784) - 3. Marie Terezie (1784–1787; č. 2) - 4. Kristýna Alžběta (1786–1786) - 5. Evžen I. Karel (1796–1868; č. 7) |
| 4.      | 10.       | Jan Rudolf Czernin                      | 9. 6. 1757 Vídeň             | Prokop Vojtěch Czernin 23. 3. 1726 Praha – 30. 1. 1777 Praha                           | 22. 10. 1781 Vídeň: Marie Terezie Schönbornová (č. 3)                  | Původně pohřben 25. 4. 1845 na Schmelzském hřbitově ve Vídni. | 3. vladař domu hradeckého a chudenického (1777–1845), císařský komorník a skutečný tajný rada, nejvyšší dědičný číšník Českého království (1777–1845), nejvyšší císařský komorník (1824–1845), rytíř rakouského Řádu zlatého rouna (1823). Zemřel jako 88letý na sešlost věkem. Ostatky byly převezeny z Vídně. |
| 4.      | 10.       | Jan Rudolf Czernin                      | 23. 4. 1845 Vídeň            | Gundakara Marie Antonie z Colloreda 21. 4. 1728 – 2. 10. 1757                          | 22. 10. 1781 Vídeň: Marie Terezie Schönbornová (č. 3)                  | Původně pohřben 25. 4. 1845 na Schmelzském hřbitově ve Vídni. | 3. vladař domu hradeckého a chudenického (1777–1845), císařský komorník a skutečný tajný rada, nejvyšší dědičný číšník Českého království (1777–1845), nejvyšší císařský komorník (1824–1845), rytíř rakouského Řádu zlatého rouna (1823). Zemřel jako 88letý na sešlost věkem. Ostatky byly převezeny z Vídně. |
| 5.      | 12.       | Karolína Czerninová                     | 31. 12. 1830 Vídeň           | Evžen I. Karel Czernin (č. 7)                                                          |                                                                        | | |
| 5.      | 12.       | Karolína Czerninová                     | 14. 7. 1852                  | Marie Terezie z Orsini-Rosenbergu (č. 6)                                               |                                                                        | | |
| 6.      | (11.)     | Marie Terezie z Orsini-Rosenbergu       | 25. 9. 1798 Vídeň            | František z Orsini-Rosenbergu                                                          | 27. 5. 1817 Vídeň: Evžen I. Karel Czernin (č. 7)                       | Tělo vykropeno doma (Paradeplatz 9 ve Vídni 8-Josefstadtu) 20. 4. 1866 a poté odvezeno do Jindřichova Hradce, následně 24. 4. byla pohřbena v rodinné hrobce v kostele sv. Jakuba. | Dáma Řádu hvězdového kříže a palácová dáma. Zemřela ve věku 67 let na srdeční vadu. Narodily se jí následující děti: - 1. Jaromír (1818–1908; č. 10) - 2. Heřman František (1819–1892; pohřben v zámecké kapli ve Vrchlabí) - 3. Rudolf (1821–1873) - 4. Humbert (1827–1910; č. 11) - 5. Marie Terezie, provd. Pejasevichová de Veröcze (1829–1916) - 6. Karolína (1830–1852; č. 5) |
| 6.      | (11.)     | Marie Terezie z Orsini-Rosenbergu       | 18. 4. 1866 Vídeň            |                                                                                        | 27. 5. 1817 Vídeň: Evžen I. Karel Czernin (č. 7)                       | Tělo vykropeno doma (Paradeplatz 9 ve Vídni 8-Josefstadtu) 20. 4. 1866 a poté odvezeno do Jindřichova Hradce, následně 24. 4. byla pohřbena v rodinné hrobce v kostele sv. Jakuba. | Dáma Řádu hvězdového kříže a palácová dáma. Zemřela ve věku 67 let na srdeční vadu. Narodily se jí následující děti: - 1. Jaromír (1818–1908; č. 10) - 2. Heřman František (1819–1892; pohřben v zámecké kapli ve Vrchlabí) - 3. Rudolf (1821–1873) - 4. Humbert (1827–1910; č. 11) - 5. Marie Terezie, provd. Pejasevichová de Veröcze (1829–1916) - 6. Karolína (1830–1852; č. 5) |
| 7.      | 11.       | Evžen I. Karel Czernin                  | 4. 11. 1796 Vídeň            | Jan Rudolf Czernin (č. 4)                                                              | 27. 5. 1817 Vídeň: Marie Terezie z Orsini-Rosenbergu (č. 6)            | Tělo bylo slavnostně vykropeno 14. 7. 1868 a 17. 7. pohřbeno v rodinné hrobce v Jindřichově Hradci.                                                                                | 4. vladař domu hradeckého a chudenického (1845–1868) a nejvyšší dědičný číšník Českého království. C. k. komoří a tajný rada, poslanec Českého zemskéh sněmu (1861–1863, 1867) a dědičný člen Panské sněmovny rakouské Říšské rady (od roku 1861). Majitel primogeniturního fideikomisu Chudenice, Jindřichův Hradec, Petrohrad a Krásný Dvůr (1845–1868). Zemřel ve věku 71 let na plicní edém. |
| 7.      | 11.       | Evžen I. Karel Czernin                  | 11. 7. 1868 Petrohrad        | Marie Terezie z Schönborn-Heussenstammu (č. 3)                                         | 27. 5. 1817 Vídeň: Marie Terezie z Orsini-Rosenbergu (č. 6)            | Tělo bylo slavnostně vykropeno 14. 7. 1868 a 17. 7. pohřbeno v rodinné hrobce v Jindřichově Hradci.                                                                                | 4. vladař domu hradeckého a chudenického (1845–1868) a nejvyšší dědičný číšník Českého království. C. k. komoří a tajný rada, poslanec Českého zemskéh sněmu (1861–1863, 1867) a dědičný člen Panské sněmovny rakouské Říšské rady (od roku 1861). Majitel primogeniturního fideikomisu Chudenice, Jindřichův Hradec, Petrohrad a Krásný Dvůr (1845–1868). Zemřel ve věku 71 let na plicní edém. |
| 8.      | (12.)     | Karolína Schaffgotschová                | 13. 9. 1820 Brno             | Jan František Schaffgotsch 30. 6. 1792 Brno – 3. 11. 1866 Brno                         | 26. 2. 1843 Vídeň: Jaromír Czernin (č. 10)                             | Pohřbena 14. 11. 1876 v hraběcí hrobce kostela sv. Jakuba. | Dáma Řádu hvězdového kříže (1843), palácová dáma. Zemřela ve věku 56 let na plicní edém. Narodily se jí následující děti: - 1. Marie Tereza, provd. Schönborn-Buchheim-Wolfsthalová (1843–1910) - 2. Marie Rudolfina, provd. Salm-Reifferscheidt-Krautheimová (1845–1922) - 3. Karolína, provd. Lederbur-Wichelnová (1847–1907) - 4. Arnoštka, provd. Öttingen-Öttingen a Öttingen-Wallersteinová (1848–1908) - 5. Evžen II. Jaromír František (1851–1925; č. 14) - 6. František Jaromír Evžen (1857–1932; č. 16) |
| 8.      | (12.)     | Karolína Schaffgotschová                | 9. 10. 1876 Petrohrad        | Marie Arnoštka z Lambergu 8. 5. 1791 Ljubljana – 29. 4. 1858 Brno                      | 26. 2. 1843 Vídeň: Jaromír Czernin (č. 10)                             | Pohřbena 14. 11. 1876 v hraběcí hrobce kostela sv. Jakuba. | Dáma Řádu hvězdového kříže (1843), palácová dáma. Zemřela ve věku 56 let na plicní edém. Narodily se jí následující děti: - 1. Marie Tereza, provd. Schönborn-Buchheim-Wolfsthalová (1843–1910) - 2. Marie Rudolfina, provd. Salm-Reifferscheidt-Krautheimová (1845–1922) - 3. Karolína, provd. Lederbur-Wichelnová (1847–1907) - 4. Arnoštka, provd. Öttingen-Öttingen a Öttingen-Wallersteinová (1848–1908) - 5. Evžen II. Jaromír František (1851–1925; č. 14) - 6. František Jaromír Evžen (1857–1932; č. 16) |
| 9.      | 13.       | Karolína Czerninová                     | 25. 6. 1868 Štýrský Hradec   | Humbert Czernin (č. 11)                                                                |                                                                        | Pohřbena 11. 6. 1889 v rodinné hrobce u kostela sv. Jakuba. | Zemřela ve věku 20 let na plicní tuberkulózu. |
| 9.      | 13.       | Karolína Czerninová                     | 6. 6. 1889 Döbling           | Terezie Josefína z Grünne (č. 12)                                                      |                                                                        | Pohřbena 11. 6. 1889 v rodinné hrobce u kostela sv. Jakuba. | Zemřela ve věku 20 let na plicní tuberkulózu. |
| 10.     | 12.       | Jaromír Czernin                         | 13. 3. 1818 Vídeň            | Evžen I. Karel Czernin (č. 7)                                                          | 26. 2. 1843 Vídeň: Karolína Schaffgotschová (č. 8)                     | Pohřben 30. 11. 1908 v hrobce u sv. Jakuba. | 5. vladař domu hradeckého a chudenického (1868–1908), c. k. komoří (1845), tajný rada (1881), rytíř Řádu zlatého rouna (1884), dědičný člen rakouské Panské sněmovny, majitel majorátních statků Jindřichův Hradec, Chudenice, Petrohrad a Krásný Dvůr. Zemřel ve věku 90 let na oboustranný zápal plic. |
| 10.     | 12.       | Jaromír Czernin                         | 26. 11. 1908 Petrohrad       | Marie Terezie z Orsini-Rosenbergu (č. 6)                                               | 19. 3. 1879 Vídeň: Josefína Paarová (č. 13)                            | Pohřben 30. 11. 1908 v hrobce u sv. Jakuba. | 5. vladař domu hradeckého a chudenického (1868–1908), c. k. komoří (1845), tajný rada (1881), rytíř Řádu zlatého rouna (1884), dědičný člen rakouské Panské sněmovny, majitel majorátních statků Jindřichův Hradec, Chudenice, Petrohrad a Krásný Dvůr. Zemřel ve věku 90 let na oboustranný zápal plic. |
| 11.     | 12.       | Humbert Czernin                         | 15. 1. 1827 Vídeň            | Evžen I. Karel Czernin (č. 7)                                                          | 19. 11. 1864 Vídeň: Terezie Josefína z Grünne (č. 12)                  | Pohřben 5. 12. 1910 v hraběcí hrobce u sv. Jakuba. | Zakladatel štýrskohradecké větve. C. k. komoří a major v armádě. Zemřel ve věku 83 let na mozkovou mrtvici při zkornatění tepen. |
| 11.     | 12.       | Humbert Czernin                         | 29. 11. 1910 Štýrský Hradec  | Terezie z Orsini-Rosenbergu (č. 6)                                                     | 19. 11. 1864 Vídeň: Terezie Josefína z Grünne (č. 12)                  | Pohřben 5. 12. 1910 v hraběcí hrobce u sv. Jakuba. | Zakladatel štýrskohradecké větve. C. k. komoří a major v armádě. Zemřel ve věku 83 let na mozkovou mrtvici při zkornatění tepen. |
| 12.     | (12.)     | Terezie Josefína z Grünne               | 1. 8. 1840 Žatec             | Karl Ludwig Grünne 25. 8. 1808 Vídeň – 15. 6. 1884 Baden u Vídně                       | 19. 11. 1864 Vídeň: Humbert Czernin (č. 11)                            | Pohřbena 22. 3. 1911 v hraběcí hrobce u sv. Jakuba. | Zemřela ve věku 70 let na novotvar. Narodily se jí následující děti: - 1. Eugen (1865–1926) - 2. Karolína (1868–1889; č. 9) - 3. Rudolf (1874–1949) |
| 12.     | (12.)     | Terezie Josefína z Grünne               | 17. 3. 1911 Štýrský Hradec   | Karolina z Trauttmansdorff-Weinsbergu 29. 2. 1808 Vídeň – 19. 3. 1886 Baden u Vídně    | 19. 11. 1864 Vídeň: Humbert Czernin (č. 11)                            | Pohřbena 22. 3. 1911 v hraběcí hrobce u sv. Jakuba. | Zemřela ve věku 70 let na novotvar. Narodily se jí následující děti: - 1. Eugen (1865–1926) - 2. Karolína (1868–1889; č. 9) - 3. Rudolf (1874–1949) |
| 13.     | (12.)     | Josefína Paarová                        | 1. 1. 1839 Vídeň             | Karel Paar 6. 1. 1806 Brzeg, Polsko – 17. 1. 1881 Bechyně                              | 3. 6. 1861 Vídeň: Ladislav z Falkenhaynu 8. 1. 1833 – 2. 2. 1865 Vídeň | Pohřbena 10. 2. 1916 v rodinné hrobce u sv. Jakuba. | Dáma řádu Hvězdového kříže (1862), palácová dáma, nositelka řádu Alžběty 1. třídy (1898). Zemřela náhle ve věku 77 let na krvácení do plic. |
| 13.     | (12.)     | Josefína Paarová                        | 6. 2. 1916 Vídeň             | Ida Leopoldina z Liechtensteinu 12. 9. 1811 Lednice – 27. 6. 1884 Vídeň                | 19. 3. 1879 Vídeň: Jaromír Czernin (č. 10)                             | Pohřbena 10. 2. 1916 v rodinné hrobce u sv. Jakuba. | Dáma řádu Hvězdového kříže (1862), palácová dáma, nositelka řádu Alžběty 1. třídy (1898). Zemřela náhle ve věku 77 let na krvácení do plic. |
| 14.     | 13.       | Evžen II. Jaromír František Czernin     | 13. 2. 1851 Vídeň            | Jaromír Czernin (č. 10)                                                                | 26. 4. 1876 Vídeň: Františka z Schönburg-Hartensteinu (č. 15)          | Pohřben 11. 11. 1925 v rodinné hrobce u sv. Jakuba. | 6. vladař domu hradeckého a chudenického (1908–1925), c. k. komoří (1881), tajný rada (1907), rytíř Řádu zlatého rouna (1911), čestný rytíř řádu Německých rytířů, poslanec Českého zemského sněmu, dědičný člen rakouské Panské sněmovny, majitel majorátních statků Jindřichův Hradec, Chudenice, Petrohrad a Krásný Dvůr. Zemřel ve věku 74 let na mozkovou mrtvici. |
| 14.     | 13.       | Evžen II. Jaromír František Czernin     | 5. 11. 1925 Petrohrad        | Karolína Schaffgotschová (č. 8)                                                        | 26. 4. 1876 Vídeň: Františka z Schönburg-Hartensteinu (č. 15)          | Pohřben 11. 11. 1925 v rodinné hrobce u sv. Jakuba. | 6. vladař domu hradeckého a chudenického (1908–1925), c. k. komoří (1881), tajný rada (1907), rytíř Řádu zlatého rouna (1911), čestný rytíř řádu Německých rytířů, poslanec Českého zemského sněmu, dědičný člen rakouské Panské sněmovny, majitel majorátních statků Jindřichův Hradec, Chudenice, Petrohrad a Krásný Dvůr. Zemřel ve věku 74 let na mozkovou mrtvici. |
| 15.     | (13.)     | Františka z Schönburg-Hartensteinu      | 28. 8. 1857 Karlsruhe        | Josef Alexandr z Schönburg-Hartensteinu 5. 3. 1826 Vídeň – 1. 10. 1896 Vídeň           | 26. 4. 1876 Vídeň: Evžen II. Jaromír Czernin (č. 14)                   | Pohřbena 24. 1. 1926 v rodinné hrobce u sv. Jakuba. | Dáma řádu Hvězdového kříže (1879), nositelka řádu Alžběty 1. třídy, palácová dáma. Bezdětná. Zemřela ve věku 68 let na degeneraci srdečního svalu. |
| 15.     | (13.)     | Františka z Schönburg-Hartensteinu      | 20. 1. 1926 Petrohrad        | Karolína Josefa z Liechtensteinu 27. 2. 1836 Vídeň – 28. 3. 1885 Vídeň                 | 26. 4. 1876 Vídeň: Evžen II. Jaromír Czernin (č. 14)                   | Pohřbena 24. 1. 1926 v rodinné hrobce u sv. Jakuba. | Dáma řádu Hvězdového kříže (1879), nositelka řádu Alžběty 1. třídy, palácová dáma. Bezdětná. Zemřela ve věku 68 let na degeneraci srdečního svalu. |
| 16.     | 13.       | František Jaromír Czernin               | 3. 3. 1857 Vídeň             | Jaromír Czernin (č. 10)                                                                |                                                                        | Pohřben 13. 4. 1932 v hrobce u sv. Jakuba. | 7. vladař domu hradeckého a chudenického (1925–1932), JUDr., dvorní rada, čestný rytíř Řádu německých rytířů, majitel statků Jindřichův Hradec, Chudenice, Petrohrad a Krásný dvůr. Protože byl bezdětný, adoptoval Eugena Alfonse Czernina (3. 1. 1892 Praha – 16. 6. 1955 Vídeň). Zemřel ve věku 75 let na chronický zánět srdečního svalu a rozedmu plic |
| 16.     | 13.       | František Jaromír Czernin               | 9. 4. 1932 Jindřichův Hradec | Karolína Schaffgotschová (č. 8)                                                        |                                                                        | Pohřben 13. 4. 1932 v hrobce u sv. Jakuba. | 7. vladař domu hradeckého a chudenického (1925–1932), JUDr., dvorní rada, čestný rytíř Řádu německých rytířů, majitel statků Jindřichův Hradec, Chudenice, Petrohrad a Krásný dvůr. Protože byl bezdětný, adoptoval Eugena Alfonse Czernina (3. 1. 1892 Praha – 16. 6. 1955 Vídeň). Zemřel ve věku 75 let na chronický zánět srdečního svalu a rozedmu plic |

### Příbuzenské vztahy pohřbených
Následující schéma znázorňuje příbuzenské vztahy. Červeně orámovaní byli pohřbeni v hrobce, arabské číslice odpovídají pořadí úmrtí podle předchozí tabulky. Římské číslice představují pořadí manžela nebo manželky, pokud někdo vstoupil do manželství více než jednou. Tučně jsou vyznačeni vladaři. Linie potomků Jaromíra Czernina († 1908) vymřela v roce 1932, štýrskohradecká větev Humprechta (Humberta) Czernina († 1910) vymřela po meči v roce 1987. Zeleným orámováním je zvýrazněn Wolfgang Maria Czernin, zakladatel vinořské větve. Modře je zvýrazněn Evžen Alfons Czernin z vrchlabské linie, který byl adoptován Františkem Jaromírem Czerninem, 7. vladařem domu hradeckého a chudenického, a stal se pokračovatelem jindřichohradecké větve a 8. vladařem. Vzhledem k účelu schématu se nejedná o kompletní rodokmen Czerninů.
|                                                             |                                                             |                                                             |                                                             |                                                             |                                                             | I. Gundakara Marie Antonie z Colloreda 1728–1757 | I. Gundakara Marie Antonie z Colloreda 1728–1757 | I. Gundakara Marie Antonie z Colloreda 1728–1757 | I. Gundakara Marie Antonie z Colloreda 1728–1757 | I. Gundakara Marie Antonie z Colloreda 1728–1757 | I. Gundakara Marie Antonie z Colloreda 1728–1757 |                                                                       |                                                                       |                                                                       |                                                                       |                                                                       |                                                                       | Prokop Vojtěch Czernin z Chudenic † 1777 2. vladař          | Prokop Vojtěch Czernin z Chudenic † 1777 2. vladař          | Prokop Vojtěch Czernin z Chudenic † 1777 2. vladař | Prokop Vojtěch Czernin z Chudenic † 1777 2. vladař | Prokop Vojtěch Czernin z Chudenic † 1777 2. vladař | Prokop Vojtěch Czernin z Chudenic † 1777 2. vladař |                                                 |                                                 |                                                 |                                                 |                                                 |                                                 | II. Marie Tereza Rajská z Dubnic 1736–1780    | II. Marie Tereza Rajská z Dubnic 1736–1780    | II. Marie Tereza Rajská z Dubnic 1736–1780    | II. Marie Tereza Rajská z Dubnic 1736–1780    | II. Marie Tereza Rajská z Dubnic 1736–1780    | II. Marie Tereza Rajská z Dubnic 1736–1780    |                                          |                                          |  |  |                                                     |                                                     |                                                     |                                                     |                                                     |                                                     |                                                |                                                |                                   |                                   |                                   |                                   |                                   |                                   |                           |                           |                                                       |                                                       |                                                       |                                                       |                                                       |                                                       |                           |                           |                                         |                                         |                                         |                                         |                                         |                                         |
|                                                             |                                                             |                                                             |                                                             |                                                             |                                                             | I. Gundakara Marie Antonie z Colloreda 1728–1757 | I. Gundakara Marie Antonie z Colloreda 1728–1757 | I. Gundakara Marie Antonie z Colloreda 1728–1757 | I. Gundakara Marie Antonie z Colloreda 1728–1757 | I. Gundakara Marie Antonie z Colloreda 1728–1757 | I. Gundakara Marie Antonie z Colloreda 1728–1757 |                                                                       |                                                                       |                                                                       |                                                                       |                                                                       |                                                                       | Prokop Vojtěch Czernin z Chudenic † 1777 2. vladař          | Prokop Vojtěch Czernin z Chudenic † 1777 2. vladař          | Prokop Vojtěch Czernin z Chudenic † 1777 2. vladař | Prokop Vojtěch Czernin z Chudenic † 1777 2. vladař | Prokop Vojtěch Czernin z Chudenic † 1777 2. vladař | Prokop Vojtěch Czernin z Chudenic † 1777 2. vladař |                                                 |                                                 |                                                 |                                                 |                                                 |                                                 | II. Marie Tereza Rajská z Dubnic 1736–1780    | II. Marie Tereza Rajská z Dubnic 1736–1780    | II. Marie Tereza Rajská z Dubnic 1736–1780    | II. Marie Tereza Rajská z Dubnic 1736–1780    | II. Marie Tereza Rajská z Dubnic 1736–1780    | II. Marie Tereza Rajská z Dubnic 1736–1780    |                                          |                                          |  |  |                                                     |                                                     |                                                     |                                                     |                                                     |                                                     |                                                |                                                |                                   |                                   |                                   |                                   |                                   |                                   |                           |                           |                                                       |                                                       |                                                       |                                                       |                                                       |                                                       |                           |                           |                                         |                                         |                                         |                                         |                                         |                                         |
|                                                             |                                                             |                                                             |                                                             |                                                             |                                                             |                                                  |                                                  |                                                  |                                                  |                                                  |                                                  |                                                                       |                                                                       |                                                                       |                                                                       |                                                                       |                                                                       |                                                             |                                                             |                                                    |                                                    |                                                    |                                                    |                                                 |                                                 |                                                 |                                                 |                                                 |                                                 |                                               |                                               |                                               |                                               |                                               |                                               |                                          |                                          |  |  |                                                     |                                                     |                                                     |                                                     |                                                     |                                                     |                                                |                                                |                                   |                                   |                                   |                                   |                                   |                                   |                           |                           |                                                       |                                                       |                                                       |                                                       |                                                       |                                                       |                           |                           |                                         |                                         |                                         |                                         |                                         |                                         |
|                                                             |                                                             |                                                             |                                                             |                                                             |                                                             |                                                  |                                                  |                                                  |                                                  |                                                  |                                                  |                                                                       |                                                                       |                                                                       |                                                                       |                                                                       |                                                                       |                                                             |                                                             |                                                    |                                                    |                                                    |                                                    |                                                 |                                                 |                                                 |                                                 |                                                 |                                                 |                                               |                                               |                                               |                                               |                                               |                                               |                                          |                                          |  |  |                                                     |                                                     |                                                     |                                                     |                                                     |                                                     |                                                |                                                |                                   |                                   |                                   |                                   |                                   |                                   |                           |                           |                                                       |                                                       |                                                       |                                                       |                                                       |                                                       |                           |                           |                                         |                                         |                                         |                                         |                                         |                                         |
| 3. Marie Terezie z Schönborn-Heussenstammu 1758–1838        | 3. Marie Terezie z Schönborn-Heussenstammu 1758–1838        | 3. Marie Terezie z Schönborn-Heussenstammu 1758–1838        | 3. Marie Terezie z Schönborn-Heussenstammu 1758–1838        | 3. Marie Terezie z Schönborn-Heussenstammu 1758–1838        | 3. Marie Terezie z Schönborn-Heussenstammu 1758–1838        |                                                  |                                                  |                                                  |                                                  |                                                  |                                                  | 4. Jan Rudolf Czernin 1757–1845 3. vladař (JINDŘICHO-) HRADECKÁ VĚTEV | 4. Jan Rudolf Czernin 1757–1845 3. vladař (JINDŘICHO-) HRADECKÁ VĚTEV | 4. Jan Rudolf Czernin 1757–1845 3. vladař (JINDŘICHO-) HRADECKÁ VĚTEV | 4. Jan Rudolf Czernin 1757–1845 3. vladař (JINDŘICHO-) HRADECKÁ VĚTEV | 4. Jan Rudolf Czernin 1757–1845 3. vladař (JINDŘICHO-) HRADECKÁ VĚTEV | 4. Jan Rudolf Czernin 1757–1845 3. vladař (JINDŘICHO-) HRADECKÁ VĚTEV |                                                             |                                                             |                                                    |                                                    |                                                    |                                                    | Wolfgang Maria Czernin 1766–1813 VINOŘSKÁ VĚTEV | Wolfgang Maria Czernin 1766–1813 VINOŘSKÁ VĚTEV | Wolfgang Maria Czernin 1766–1813 VINOŘSKÁ VĚTEV | Wolfgang Maria Czernin 1766–1813 VINOŘSKÁ VĚTEV | Wolfgang Maria Czernin 1766–1813 VINOŘSKÁ VĚTEV | Wolfgang Maria Czernin 1766–1813 VINOŘSKÁ VĚTEV |                                               |                                               | Marie Antonie ze Salm-Neuburgu 1766–1840      | Marie Antonie ze Salm-Neuburgu 1766–1840      | Marie Antonie ze Salm-Neuburgu 1766–1840      | Marie Antonie ze Salm-Neuburgu 1766–1840      | Marie Antonie ze Salm-Neuburgu 1766–1840 | Marie Antonie ze Salm-Neuburgu 1766–1840 |  |  |                                                     |                                                     |                                                     |                                                     |                                                     |                                                     |                                                |                                                |                                   |                                   |                                   |                                   |                                   |                                   |                           |                           |                                                       |                                                       |                                                       |                                                       |                                                       |                                                       |                           |                           |                                         |                                         |                                         |                                         |                                         |                                         |
| 3. Marie Terezie z Schönborn-Heussenstammu 1758–1838        | 3. Marie Terezie z Schönborn-Heussenstammu 1758–1838        | 3. Marie Terezie z Schönborn-Heussenstammu 1758–1838        | 3. Marie Terezie z Schönborn-Heussenstammu 1758–1838        | 3. Marie Terezie z Schönborn-Heussenstammu 1758–1838        | 3. Marie Terezie z Schönborn-Heussenstammu 1758–1838        |                                                  |                                                  |                                                  |                                                  |                                                  |                                                  | 4. Jan Rudolf Czernin 1757–1845 3. vladař (JINDŘICHO-) HRADECKÁ VĚTEV | 4. Jan Rudolf Czernin 1757–1845 3. vladař (JINDŘICHO-) HRADECKÁ VĚTEV | 4. Jan Rudolf Czernin 1757–1845 3. vladař (JINDŘICHO-) HRADECKÁ VĚTEV | 4. Jan Rudolf Czernin 1757–1845 3. vladař (JINDŘICHO-) HRADECKÁ VĚTEV | 4. Jan Rudolf Czernin 1757–1845 3. vladař (JINDŘICHO-) HRADECKÁ VĚTEV | 4. Jan Rudolf Czernin 1757–1845 3. vladař (JINDŘICHO-) HRADECKÁ VĚTEV |                                                             |                                                             |                                                    |                                                    |                                                    |                                                    | Wolfgang Maria Czernin 1766–1813 VINOŘSKÁ VĚTEV | Wolfgang Maria Czernin 1766–1813 VINOŘSKÁ VĚTEV | Wolfgang Maria Czernin 1766–1813 VINOŘSKÁ VĚTEV | Wolfgang Maria Czernin 1766–1813 VINOŘSKÁ VĚTEV | Wolfgang Maria Czernin 1766–1813 VINOŘSKÁ VĚTEV | Wolfgang Maria Czernin 1766–1813 VINOŘSKÁ VĚTEV |                                               |                                               | Marie Antonie ze Salm-Neuburgu 1766–1840      | Marie Antonie ze Salm-Neuburgu 1766–1840      | Marie Antonie ze Salm-Neuburgu 1766–1840      | Marie Antonie ze Salm-Neuburgu 1766–1840      | Marie Antonie ze Salm-Neuburgu 1766–1840 | Marie Antonie ze Salm-Neuburgu 1766–1840 |  |  |                                                     |                                                     |                                                     |                                                     |                                                     |                                                     |                                                |                                                |                                   |                                   |                                   |                                   |                                   |                                   |                           |                           |                                                       |                                                       |                                                       |                                                       |                                                       |                                                       |                           |                           |                                         |                                         |                                         |                                         |                                         |                                         |
|                                                             |                                                             |                                                             |                                                             |                                                             |                                                             |                                                  |                                                  |                                                  |                                                  |                                                  |                                                  |                                                                       |                                                                       |                                                                       |                                                                       |                                                                       |                                                                       |                                                             |                                                             |                                                    |                                                    |                                                    |                                                    |                                                 |                                                 |                                                 |                                                 |                                                 |                                                 |                                               |                                               |                                               |                                               |                                               |                                               |                                          |                                          |  |  |                                                     |                                                     |                                                     |                                                     |                                                     |                                                     |                                                |                                                |                                   |                                   |                                   |                                   |                                   |                                   |                           |                           |                                                       |                                                       |                                                       |                                                       |                                                       |                                                       |                           |                           |                                         |                                         |                                         |                                         |                                         |                                         |
|                                                             |                                                             |                                                             |                                                             |                                                             |                                                             |                                                  |                                                  |                                                  |                                                  |                                                  |                                                  |                                                                       |                                                                       |                                                                       |                                                                       |                                                                       |                                                                       |                                                             |                                                             |                                                    |                                                    |                                                    |                                                    |                                                 |                                                 |                                                 |                                                 |                                                 |                                                 |                                               |                                               |                                               |                                               |                                               |                                               |                                          |                                          |  |  |                                                     |                                                     |                                                     |                                                     |                                                     |                                                     |                                                |                                                |                                   |                                   |                                   |                                   |                                   |                                   |                           |                           |                                                       |                                                       |                                                       |                                                       |                                                       |                                                       |                           |                           |                                         |                                         |                                         |                                         |                                         |                                         |
|                                                             |                                                             |                                                             |                                                             |                                                             |                                                             | 1. Gabriela Marie Czerninová 1782–1787           | 1. Gabriela Marie Czerninová 1782–1787           | 1. Gabriela Marie Czerninová 1782–1787           | 1. Gabriela Marie Czerninová 1782–1787           | 1. Gabriela Marie Czerninová 1782–1787           | 1. Gabriela Marie Czerninová 1782–1787           |                                                                       |                                                                       |                                                                       |                                                                       |                                                                       |                                                                       | 2. Marie Terezie Czerninová 1783/1785–1787                  | 2. Marie Terezie Czerninová 1783/1785–1787                  | 2. Marie Terezie Czerninová 1783/1785–1787         | 2. Marie Terezie Czerninová 1783/1785–1787         | 2. Marie Terezie Czerninová 1783/1785–1787         | 2. Marie Terezie Czerninová 1783/1785–1787         |                                                 |                                                 |                                                 |                                                 |                                                 |                                                 | 7. Evžen I. Karel Czernin 1796–1868 4. vladař | 7. Evžen I. Karel Czernin 1796–1868 4. vladař | 7. Evžen I. Karel Czernin 1796–1868 4. vladař | 7. Evžen I. Karel Czernin 1796–1868 4. vladař | 7. Evžen I. Karel Czernin 1796–1868 4. vladař | 7. Evžen I. Karel Czernin 1796–1868 4. vladař |                                          |                                          |  |  |                                                     |                                                     | 6. Marie Terezie z Orsini-Rosenbergu 1798–1866      | 6. Marie Terezie z Orsini-Rosenbergu 1798–1866      | 6. Marie Terezie z Orsini-Rosenbergu 1798–1866      | 6. Marie Terezie z Orsini-Rosenbergu 1798–1866      | 6. Marie Terezie z Orsini-Rosenbergu 1798–1866 | 6. Marie Terezie z Orsini-Rosenbergu 1798–1866 |                                   |                                   |                                   |                                   |                                   |                                   |                           |                           |                                                       |                                                       |                                                       |                                                       |                                                       |                                                       |                           |                           |                                         |                                         |                                         |                                         |                                         |                                         |
|                                                             |                                                             |                                                             |                                                             |                                                             |                                                             | 1. Gabriela Marie Czerninová 1782–1787           | 1. Gabriela Marie Czerninová 1782–1787           | 1. Gabriela Marie Czerninová 1782–1787           | 1. Gabriela Marie Czerninová 1782–1787           | 1. Gabriela Marie Czerninová 1782–1787           | 1. Gabriela Marie Czerninová 1782–1787           |                                                                       |                                                                       |                                                                       |                                                                       |                                                                       |                                                                       | 2. Marie Terezie Czerninová 1783/1785–1787                  | 2. Marie Terezie Czerninová 1783/1785–1787                  | 2. Marie Terezie Czerninová 1783/1785–1787         | 2. Marie Terezie Czerninová 1783/1785–1787         | 2. Marie Terezie Czerninová 1783/1785–1787         | 2. Marie Terezie Czerninová 1783/1785–1787         |                                                 |                                                 |                                                 |                                                 |                                                 |                                                 | 7. Evžen I. Karel Czernin 1796–1868 4. vladař | 7. Evžen I. Karel Czernin 1796–1868 4. vladař | 7. Evžen I. Karel Czernin 1796–1868 4. vladař | 7. Evžen I. Karel Czernin 1796–1868 4. vladař | 7. Evžen I. Karel Czernin 1796–1868 4. vladař | 7. Evžen I. Karel Czernin 1796–1868 4. vladař |                                          |                                          |  |  |                                                     |                                                     | 6. Marie Terezie z Orsini-Rosenbergu 1798–1866      | 6. Marie Terezie z Orsini-Rosenbergu 1798–1866      | 6. Marie Terezie z Orsini-Rosenbergu 1798–1866      | 6. Marie Terezie z Orsini-Rosenbergu 1798–1866      | 6. Marie Terezie z Orsini-Rosenbergu 1798–1866 | 6. Marie Terezie z Orsini-Rosenbergu 1798–1866 |                                   |                                   |                                   |                                   |                                   |                                   |                           |                           |                                                       |                                                       |                                                       |                                                       |                                                       |                                                       |                           |                           |                                         |                                         |                                         |                                         |                                         |                                         |
|                                                             |                                                             |                                                             |                                                             |                                                             |                                                             |                                                  |                                                  |                                                  |                                                  |                                                  |                                                  |                                                                       |                                                                       |                                                                       |                                                                       |                                                                       |                                                                       |                                                             |                                                             |                                                    |                                                    |                                                    |                                                    |                                                 |                                                 |                                                 |                                                 |                                                 |                                                 |                                               |                                               |                                               |                                               |                                               |                                               |                                          |                                          |  |  |                                                     |                                                     |                                                     |                                                     |                                                     |                                                     |                                                |                                                |                                   |                                   |                                   |                                   |                                   |                                   |                           |                           |                                                       |                                                       |                                                       |                                                       |                                                       |                                                       |                           |                           |                                         |                                         |                                         |                                         |                                         |                                         |
|                                                             |                                                             |                                                             |                                                             |                                                             |                                                             |                                                  |                                                  |                                                  |                                                  |                                                  |                                                  |                                                                       |                                                                       |                                                                       |                                                                       |                                                                       |                                                                       |                                                             |                                                             |                                                    |                                                    |                                                    |                                                    |                                                 |                                                 |                                                 |                                                 |                                                 |                                                 |                                               |                                               |                                               |                                               |                                               |                                               |                                          |                                          |  |  |                                                     |                                                     |                                                     |                                                     |                                                     |                                                     |                                                |                                                |                                   |                                   |                                   |                                   |                                   |                                   |                           |                           |                                                       |                                                       |                                                       |                                                       |                                                       |                                                       |                           |                           |                                         |                                         |                                         |                                         |                                         |                                         |
| 5. Karolína Czerninová 1830–1852                            | 5. Karolína Czerninová 1830–1852                            | 5. Karolína Czerninová 1830–1852                            | 5. Karolína Czerninová 1830–1852                            | 5. Karolína Czerninová 1830–1852                            | 5. Karolína Czerninová 1830–1852                            |                                                  |                                                  | 8. Karolína Schaffgotschová 1820–1876            | 8. Karolína Schaffgotschová 1820–1876            | 8. Karolína Schaffgotschová 1820–1876            | 8. Karolína Schaffgotschová 1820–1876            | 8. Karolína Schaffgotschová 1820–1876                                 | 8. Karolína Schaffgotschová 1820–1876                                 |                                                                       |                                                                       | 10. Jaromír Czernin 1818–1908 5. vladař                               | 10. Jaromír Czernin 1818–1908 5. vladař                               | 10. Jaromír Czernin 1818–1908 5. vladař                     | 10. Jaromír Czernin 1818–1908 5. vladař                     | 10. Jaromír Czernin 1818–1908 5. vladař            | 10. Jaromír Czernin 1818–1908 5. vladař            |                                                    |                                                    | 13. Josefína Paarová 1839–1916                  | 13. Josefína Paarová 1839–1916                  | 13. Josefína Paarová 1839–1916                  | 13. Josefína Paarová 1839–1916                  | 13. Josefína Paarová 1839–1916                  | 13. Josefína Paarová 1839–1916                  |                                               |                                               | Ladislav z Falkenhaynu † 1865                 | Ladislav z Falkenhaynu † 1865                 | Ladislav z Falkenhaynu † 1865                 | Ladislav z Falkenhaynu † 1865                 | Ladislav z Falkenhaynu † 1865            | Ladislav z Falkenhaynu † 1865            |  |  | Heřman František Czernin 1819–1892 VRCHLABSKÁ VĚTEV | Heřman František Czernin 1819–1892 VRCHLABSKÁ VĚTEV | Heřman František Czernin 1819–1892 VRCHLABSKÁ VĚTEV | Heřman František Czernin 1819–1892 VRCHLABSKÁ VĚTEV | Heřman František Czernin 1819–1892 VRCHLABSKÁ VĚTEV | Heřman František Czernin 1819–1892 VRCHLABSKÁ VĚTEV |                                                |                                                | Marie Aloisie z Morzinu 1832–1907 | Marie Aloisie z Morzinu 1832–1907 | Marie Aloisie z Morzinu 1832–1907 | Marie Aloisie z Morzinu 1832–1907 | Marie Aloisie z Morzinu 1832–1907 | Marie Aloisie z Morzinu 1832–1907 |                           |                           | 11. Humbert Czernin 1827–1910 ŠTÝRSKO- HRADECKÁ VĚTEV | 11. Humbert Czernin 1827–1910 ŠTÝRSKO- HRADECKÁ VĚTEV | 11. Humbert Czernin 1827–1910 ŠTÝRSKO- HRADECKÁ VĚTEV | 11. Humbert Czernin 1827–1910 ŠTÝRSKO- HRADECKÁ VĚTEV | 11. Humbert Czernin 1827–1910 ŠTÝRSKO- HRADECKÁ VĚTEV | 11. Humbert Czernin 1827–1910 ŠTÝRSKO- HRADECKÁ VĚTEV |                           |                           | 12. Terezie Josefína z Grünne 1840–1911 | 12. Terezie Josefína z Grünne 1840–1911 | 12. Terezie Josefína z Grünne 1840–1911 | 12. Terezie Josefína z Grünne 1840–1911 | 12. Terezie Josefína z Grünne 1840–1911 | 12. Terezie Josefína z Grünne 1840–1911 |
| 5. Karolína Czerninová 1830–1852                            | 5. Karolína Czerninová 1830–1852                            | 5. Karolína Czerninová 1830–1852                            | 5. Karolína Czerninová 1830–1852                            | 5. Karolína Czerninová 1830–1852                            | 5. Karolína Czerninová 1830–1852                            |                                                  |                                                  | 8. Karolína Schaffgotschová 1820–1876            | 8. Karolína Schaffgotschová 1820–1876            | 8. Karolína Schaffgotschová 1820–1876            | 8. Karolína Schaffgotschová 1820–1876            | 8. Karolína Schaffgotschová 1820–1876                                 | 8. Karolína Schaffgotschová 1820–1876                                 |                                                                       |                                                                       | 10. Jaromír Czernin 1818–1908 5. vladař                               | 10. Jaromír Czernin 1818–1908 5. vladař                               | 10. Jaromír Czernin 1818–1908 5. vladař                     | 10. Jaromír Czernin 1818–1908 5. vladař                     | 10. Jaromír Czernin 1818–1908 5. vladař            | 10. Jaromír Czernin 1818–1908 5. vladař            |                                                    |                                                    | 13. Josefína Paarová 1839–1916                  | 13. Josefína Paarová 1839–1916                  | 13. Josefína Paarová 1839–1916                  | 13. Josefína Paarová 1839–1916                  | 13. Josefína Paarová 1839–1916                  | 13. Josefína Paarová 1839–1916                  |                                               |                                               | Ladislav z Falkenhaynu † 1865                 | Ladislav z Falkenhaynu † 1865                 | Ladislav z Falkenhaynu † 1865                 | Ladislav z Falkenhaynu † 1865                 | Ladislav z Falkenhaynu † 1865            | Ladislav z Falkenhaynu † 1865            |  |  | Heřman František Czernin 1819–1892 VRCHLABSKÁ VĚTEV | Heřman František Czernin 1819–1892 VRCHLABSKÁ VĚTEV | Heřman František Czernin 1819–1892 VRCHLABSKÁ VĚTEV | Heřman František Czernin 1819–1892 VRCHLABSKÁ VĚTEV | Heřman František Czernin 1819–1892 VRCHLABSKÁ VĚTEV | Heřman František Czernin 1819–1892 VRCHLABSKÁ VĚTEV |                                                |                                                | Marie Aloisie z Morzinu 1832–1907 | Marie Aloisie z Morzinu 1832–1907 | Marie Aloisie z Morzinu 1832–1907 | Marie Aloisie z Morzinu 1832–1907 | Marie Aloisie z Morzinu 1832–1907 | Marie Aloisie z Morzinu 1832–1907 |                           |                           | 11. Humbert Czernin 1827–1910 ŠTÝRSKO- HRADECKÁ VĚTEV | 11. Humbert Czernin 1827–1910 ŠTÝRSKO- HRADECKÁ VĚTEV | 11. Humbert Czernin 1827–1910 ŠTÝRSKO- HRADECKÁ VĚTEV | 11. Humbert Czernin 1827–1910 ŠTÝRSKO- HRADECKÁ VĚTEV | 11. Humbert Czernin 1827–1910 ŠTÝRSKO- HRADECKÁ VĚTEV | 11. Humbert Czernin 1827–1910 ŠTÝRSKO- HRADECKÁ VĚTEV |                           |                           | 12. Terezie Josefína z Grünne 1840–1911 | 12. Terezie Josefína z Grünne 1840–1911 | 12. Terezie Josefína z Grünne 1840–1911 | 12. Terezie Josefína z Grünne 1840–1911 | 12. Terezie Josefína z Grünne 1840–1911 | 12. Terezie Josefína z Grünne 1840–1911 |
|                                                             |                                                             |                                                             |                                                             |                                                             |                                                             |                                                  |                                                  |                                                  |                                                  |                                                  |                                                  |                                                                       |                                                                       |                                                                       |                                                                       |                                                                       |                                                                       |                                                             |                                                             |                                                    |                                                    |                                                    |                                                    |                                                 |                                                 |                                                 |                                                 |                                                 |                                                 |                                               |                                               |                                               |                                               |                                               |                                               |                                          |                                          |  |  |                                                     |                                                     |                                                     |                                                     |                                                     |                                                     |                                                |                                                |                                   |                                   |                                   |                                   |                                   |                                   |                           |                           |                                                       |                                                       |                                                       |                                                       |                                                       |                                                       |                           |                           |                                         |                                         |                                         |                                         |                                         |                                         |
|                                                             |                                                             |                                                             |                                                             |                                                             |                                                             |                                                  |                                                  |                                                  |                                                  |                                                  |                                                  |                                                                       |                                                                       |                                                                       |                                                                       |                                                                       |                                                                       |                                                             |                                                             |                                                    |                                                    |                                                    |                                                    |                                                 |                                                 |                                                 |                                                 |                                                 |                                                 |                                               |                                               |                                               |                                               |                                               |                                               |                                          |                                          |  |  |                                                     |                                                     |                                                     |                                                     |                                                     |                                                     |                                                |                                                |                                   |                                   |                                   |                                   |                                   |                                   |                           |                           |                                                       |                                                       |                                                       |                                                       |                                                       |                                                       |                           |                           |                                         |                                         |                                         |                                         |                                         |                                         |
| 14. Evžen II. Jaromír František Czernin 1851–1925 6. vladař | 14. Evžen II. Jaromír František Czernin 1851–1925 6. vladař | 14. Evžen II. Jaromír František Czernin 1851–1925 6. vladař | 14. Evžen II. Jaromír František Czernin 1851–1925 6. vladař | 14. Evžen II. Jaromír František Czernin 1851–1925 6. vladař | 14. Evžen II. Jaromír František Czernin 1851–1925 6. vladař |                                                  |                                                  | 15. Františka z Schönburg-Hartensteinu 1857–1926 | 15. Františka z Schönburg-Hartensteinu 1857–1926 | 15. Františka z Schönburg-Hartensteinu 1857–1926 | 15. Františka z Schönburg-Hartensteinu 1857–1926 | 15. Františka z Schönburg-Hartensteinu 1857–1926                      | 15. Františka z Schönburg-Hartensteinu 1857–1926                      |                                                                       |                                                                       | 16. František Jaromír Czernin 1857–1932 7. vladař                     | 16. František Jaromír Czernin 1857–1932 7. vladař                     | 16. František Jaromír Czernin 1857–1932 7. vladař           | 16. František Jaromír Czernin 1857–1932 7. vladař           | 16. František Jaromír Czernin 1857–1932 7. vladař  | 16. František Jaromír Czernin 1857–1932 7. vladař  |                                                    |                                                    | I. Ema z Orsini-Rosenbergu 1858–1905            | I. Ema z Orsini-Rosenbergu 1858–1905            | I. Ema z Orsini-Rosenbergu 1858–1905            | I. Ema z Orsini-Rosenbergu 1858–1905            | I. Ema z Orsini-Rosenbergu 1858–1905            | I. Ema z Orsini-Rosenbergu 1858–1905            |                                               |                                               | Rudolf Czernin-Morzin 1855–1927               | Rudolf Czernin-Morzin 1855–1927               | Rudolf Czernin-Morzin 1855–1927               | Rudolf Czernin-Morzin 1855–1927               | Rudolf Czernin-Morzin 1855–1927          | Rudolf Czernin-Morzin 1855–1927          |  |  | II. Terezie Friesová z Friesbergu 1874–1946         | II. Terezie Friesová z Friesbergu 1874–1946         | II. Terezie Friesová z Friesbergu 1874–1946         | II. Terezie Friesová z Friesbergu 1874–1946         | II. Terezie Friesová z Friesbergu 1874–1946         | II. Terezie Friesová z Friesbergu 1874–1946         |                                                |                                                | Rudolf Czernin 1874–1949          | Rudolf Czernin 1874–1949          | Rudolf Czernin 1874–1949          | Rudolf Czernin 1874–1949          | Rudolf Czernin 1874–1949          | Rudolf Czernin 1874–1949          |                           |                           | Anna Kopfingerová z Trebbienau 1880–1947              | Anna Kopfingerová z Trebbienau 1880–1947              | Anna Kopfingerová z Trebbienau 1880–1947              | Anna Kopfingerová z Trebbienau 1880–1947              | Anna Kopfingerová z Trebbienau 1880–1947              | Anna Kopfingerová z Trebbienau 1880–1947              |                           |                           | 9. Karolína Czerninová 1868–1889        | 9. Karolína Czerninová 1868–1889        | 9. Karolína Czerninová 1868–1889        | 9. Karolína Czerninová 1868–1889        | 9. Karolína Czerninová 1868–1889        | 9. Karolína Czerninová 1868–1889        |
| 14. Evžen II. Jaromír František Czernin 1851–1925 6. vladař | 14. Evžen II. Jaromír František Czernin 1851–1925 6. vladař | 14. Evžen II. Jaromír František Czernin 1851–1925 6. vladař | 14. Evžen II. Jaromír František Czernin 1851–1925 6. vladař | 14. Evžen II. Jaromír František Czernin 1851–1925 6. vladař | 14. Evžen II. Jaromír František Czernin 1851–1925 6. vladař |                                                  |                                                  | 15. Františka z Schönburg-Hartensteinu 1857–1926 | 15. Františka z Schönburg-Hartensteinu 1857–1926 | 15. Františka z Schönburg-Hartensteinu 1857–1926 | 15. Františka z Schönburg-Hartensteinu 1857–1926 | 15. Františka z Schönburg-Hartensteinu 1857–1926                      | 15. Františka z Schönburg-Hartensteinu 1857–1926                      |                                                                       |                                                                       | 16. František Jaromír Czernin 1857–1932 7. vladař                     | 16. František Jaromír Czernin 1857–1932 7. vladař                     | 16. František Jaromír Czernin 1857–1932 7. vladař           | 16. František Jaromír Czernin 1857–1932 7. vladař           | 16. František Jaromír Czernin 1857–1932 7. vladař  | 16. František Jaromír Czernin 1857–1932 7. vladař  |                                                    |                                                    | I. Ema z Orsini-Rosenbergu 1858–1905            | I. Ema z Orsini-Rosenbergu 1858–1905            | I. Ema z Orsini-Rosenbergu 1858–1905            | I. Ema z Orsini-Rosenbergu 1858–1905            | I. Ema z Orsini-Rosenbergu 1858–1905            | I. Ema z Orsini-Rosenbergu 1858–1905            |                                               |                                               | Rudolf Czernin-Morzin 1855–1927               | Rudolf Czernin-Morzin 1855–1927               | Rudolf Czernin-Morzin 1855–1927               | Rudolf Czernin-Morzin 1855–1927               | Rudolf Czernin-Morzin 1855–1927          | Rudolf Czernin-Morzin 1855–1927          |  |  | II. Terezie Friesová z Friesbergu 1874–1946         | II. Terezie Friesová z Friesbergu 1874–1946         | II. Terezie Friesová z Friesbergu 1874–1946         | II. Terezie Friesová z Friesbergu 1874–1946         | II. Terezie Friesová z Friesbergu 1874–1946         | II. Terezie Friesová z Friesbergu 1874–1946         |                                                |                                                | Rudolf Czernin 1874–1949          | Rudolf Czernin 1874–1949          | Rudolf Czernin 1874–1949          | Rudolf Czernin 1874–1949          | Rudolf Czernin 1874–1949          | Rudolf Czernin 1874–1949          |                           |                           | Anna Kopfingerová z Trebbienau 1880–1947              | Anna Kopfingerová z Trebbienau 1880–1947              | Anna Kopfingerová z Trebbienau 1880–1947              | Anna Kopfingerová z Trebbienau 1880–1947              | Anna Kopfingerová z Trebbienau 1880–1947              | Anna Kopfingerová z Trebbienau 1880–1947              |                           |                           | 9. Karolína Czerninová 1868–1889        | 9. Karolína Czerninová 1868–1889        | 9. Karolína Czerninová 1868–1889        | 9. Karolína Czerninová 1868–1889        | 9. Karolína Czerninová 1868–1889        | 9. Karolína Czerninová 1868–1889        |
|                                                             |                                                             |                                                             |                                                             |                                                             |                                                             |                                                  |                                                  |                                                  |                                                  |                                                  |                                                  |                                                                       |                                                                       |                                                                       |                                                                       |                                                                       |                                                                       |                                                             |                                                             |                                                    |                                                    |                                                    |                                                    |                                                 |                                                 |                                                 |                                                 |                                                 |                                                 |                                               |                                               |                                               |                                               |                                               |                                               |                                          |                                          |  |  |                                                     |                                                     |                                                     |                                                     |                                                     |                                                     |                                                |                                                |                                   |                                   |                                   |                                   |                                   |                                   |                           |                           |                                                       |                                                       |                                                       |                                                       |                                                       |                                                       |                           |                           |                                         |                                         |                                         |                                         |                                         |                                         |
|                                                             |                                                             |                                                             |                                                             |                                                             |                                                             |                                                  |                                                  |                                                  |                                                  |                                                  |                                                  |                                                                       |                                                                       |                                                                       |                                                                       |                                                                       |                                                                       |                                                             |                                                             |                                                    |                                                    |                                                    |                                                    |                                                 |                                                 |                                                 |                                                 |                                                 |                                                 |                                               |                                               |                                               |                                               |                                               |                                               |                                          |                                          |  |  |                                                     |                                                     |                                                     |                                                     |                                                     |                                                     |                                                |                                                |                                   |                                   |                                   |                                   |                                   |                                   |                           |                           |                                                       |                                                       |                                                       |                                                       |                                                       |                                                       |                           |                           |                                         |                                         |                                         |                                         |                                         |                                         |
|                                                             |                                                             |                                                             |                                                             |                                                             |                                                             | II. Karel Jan z Schönbornu 1890–1952             | II. Karel Jan z Schönbornu 1890–1952             | II. Karel Jan z Schönbornu 1890–1952             | II. Karel Jan z Schönbornu 1890–1952             | II. Karel Jan z Schönbornu 1890–1952             | II. Karel Jan z Schönbornu 1890–1952             |                                                                       |                                                                       | Vera Hohenlohe-Waldenburg-Schillingsfürst-Kaunitz 1882–1940           | Vera Hohenlohe-Waldenburg-Schillingsfürst-Kaunitz 1882–1940           | Vera Hohenlohe-Waldenburg-Schillingsfürst-Kaunitz 1882–1940           | Vera Hohenlohe-Waldenburg-Schillingsfürst-Kaunitz 1882–1940           | Vera Hohenlohe-Waldenburg-Schillingsfürst-Kaunitz 1882–1940 | Vera Hohenlohe-Waldenburg-Schillingsfürst-Kaunitz 1882–1940 |                                                    |                                                    | I. Rudolf Heřman Czernin-Morzin 1881–1928          | I. Rudolf Heřman Czernin-Morzin 1881–1928          | I. Rudolf Heřman Czernin-Morzin 1881–1928       | I. Rudolf Heřman Czernin-Morzin 1881–1928       | I. Rudolf Heřman Czernin-Morzin 1881–1928       | I. Rudolf Heřman Czernin-Morzin 1881–1928       |                                                 |                                                 |                                               |                                               | Evžen Alfons Czernin 1892–1955 8. vladař      | Evžen Alfons Czernin 1892–1955 8. vladař      | Evžen Alfons Czernin 1892–1955 8. vladař      | Evžen Alfons Czernin 1892–1955 8. vladař      | Evžen Alfons Czernin 1892–1955 8. vladař | Evžen Alfons Czernin 1892–1955 8. vladař |  |  | Josefína Gabriela Schwarzenbergová 1895–1965        | Josefína Gabriela Schwarzenbergová 1895–1965        | Josefína Gabriela Schwarzenbergová 1895–1965        | Josefína Gabriela Schwarzenbergová 1895–1965        | Josefína Gabriela Schwarzenbergová 1895–1965        | Josefína Gabriela Schwarzenbergová 1895–1965        |                                                |                                                |                                   |                                   |                                   |                                   | Humbert Czernin 1903–1987         | Humbert Czernin 1903–1987         | Humbert Czernin 1903–1987 | Humbert Czernin 1903–1987 | Humbert Czernin 1903–1987                             | Humbert Czernin 1903–1987                             |                                                       |                                                       | Dorothea Marker 1926–1998                             | Dorothea Marker 1926–1998                             | Dorothea Marker 1926–1998 | Dorothea Marker 1926–1998 | Dorothea Marker 1926–1998               | Dorothea Marker 1926–1998               |                                         |                                         |                                         |                                         |
|                                                             |                                                             |                                                             |                                                             |                                                             |                                                             | II. Karel Jan z Schönbornu 1890–1952             | II. Karel Jan z Schönbornu 1890–1952             | II. Karel Jan z Schönbornu 1890–1952             | II. Karel Jan z Schönbornu 1890–1952             | II. Karel Jan z Schönbornu 1890–1952             | II. Karel Jan z Schönbornu 1890–1952             |                                                                       |                                                                       | Vera Hohenlohe-Waldenburg-Schillingsfürst-Kaunitz 1882–1940           | Vera Hohenlohe-Waldenburg-Schillingsfürst-Kaunitz 1882–1940           | Vera Hohenlohe-Waldenburg-Schillingsfürst-Kaunitz 1882–1940           | Vera Hohenlohe-Waldenburg-Schillingsfürst-Kaunitz 1882–1940           | Vera Hohenlohe-Waldenburg-Schillingsfürst-Kaunitz 1882–1940 | Vera Hohenlohe-Waldenburg-Schillingsfürst-Kaunitz 1882–1940 |                                                    |                                                    | I. Rudolf Heřman Czernin-Morzin 1881–1928          | I. Rudolf Heřman Czernin-Morzin 1881–1928          | I. Rudolf Heřman Czernin-Morzin 1881–1928       | I. Rudolf Heřman Czernin-Morzin 1881–1928       | I. Rudolf Heřman Czernin-Morzin 1881–1928       | I. Rudolf Heřman Czernin-Morzin 1881–1928       |                                                 |                                                 |                                               |                                               | Evžen Alfons Czernin 1892–1955 8. vladař      | Evžen Alfons Czernin 1892–1955 8. vladař      | Evžen Alfons Czernin 1892–1955 8. vladař      | Evžen Alfons Czernin 1892–1955 8. vladař      | Evžen Alfons Czernin 1892–1955 8. vladař | Evžen Alfons Czernin 1892–1955 8. vladař |  |  | Josefína Gabriela Schwarzenbergová 1895–1965        | Josefína Gabriela Schwarzenbergová 1895–1965        | Josefína Gabriela Schwarzenbergová 1895–1965        | Josefína Gabriela Schwarzenbergová 1895–1965        | Josefína Gabriela Schwarzenbergová 1895–1965        | Josefína Gabriela Schwarzenbergová 1895–1965        |                                                |                                                |                                   |                                   |                                   |                                   | Humbert Czernin 1903–1987         | Humbert Czernin 1903–1987         | Humbert Czernin 1903–1987 | Humbert Czernin 1903–1987 | Humbert Czernin 1903–1987                             | Humbert Czernin 1903–1987                             |                                                       |                                                       | Dorothea Marker 1926–1998                             | Dorothea Marker 1926–1998                             | Dorothea Marker 1926–1998 | Dorothea Marker 1926–1998 | Dorothea Marker 1926–1998               | Dorothea Marker 1926–1998               |                                         |                                         |                                         |                                         |

### Seznam pochovaných podle pamětní desky na kostele
Tento seznam ukazuje logické provázení jednotlivých rodin.
- 1. Jan Rudolf Czernin (1757–1845), 3. vladař domu hradeckého a chudenického (1777–1845)
- 2. Marie Terezie Schönbornová (1758–1838), manželka předchozího (č. 1)
- 3. Gabriela Marie Czerninová (1782–1787), dcera Jana Rudolfa Czernina (č. 1) a Marie Terezie Schönbornové (č. 2)
- 4. Marie Terezie Czerninová (1783–1787), dcera Jana Rudolfa Czernina (č. 1) a Marie Terezie Schönbornové (č. 2)
- 5. Evžen Karel Ervín Czernin (1796–1868), 4. vladař domu hradeckého a chudenického (1845–1868)
- 6. Marie Terezie Orsini-Rosenbergová (1798–1866), manželka předchozího (č. 5)
- 7. Karolína Czerninová (1830–1852), dcera Evžena I. Karla Czernina (č. 5) a Terezie Orsini-Rosenbergové (č. 6)
- 8. Humprecht (Humbert) Czernin (1827–1910) ze štýrskohradecké větve
- 9. Terezie Josefína z Grünne (1840–1911), manželka předchozího (č. 8)
- 10. Karolína (1868–1889), dcera Humprechta Czernina (č. 8) a Terezie z Grünne (č. 9)
- 11. Jaromír Czernin (1818–1908), 5. vladař domu hradeckého a chudenického (1868–1908)
- 12. Karolína Schaffgotschová (1820–1876), první manželka Jaromíra Czernina (č. 11)
- 13. Josefína Paarová (1839–1916), druhá manželka Jaromíra Czernina (č. 11)
- 14. Evžen Jaromír František Czernin (1851–1925), 6. vladař domu hradeckého a chudenického (1908–1925)
- 15. Františka Schönburg-Hartensteinová (1857–1929), manželka Evžena II. Jaromíra Czernina (č. 14)
- 16. František de Paula Jaromír Czernin (1857–1932), bratr Evžena II. Jaromíra Czernina (č. 14), 7. vladař domu hradeckého a chudenického (1925–1932), poslední zde pochovaný.[9]